# Spiraviridae
Spiraviridae ist die Bezeichnung für eine Familie (Biologie) von Viren, die sich hyperthermophilen Archaeen der Gattung Aeropyrum (Crenarchaeota) replizieren (vermehren), insbesondere der Spezies Aeropyrum pernix.
Die Virusfamilie enthält gemäß International Committee on Taxonomy of Viruses (ICTV) nur derzeit (Stand Mai 2024) eine Gattung, Alphaspiravirus, die wiederum nur eine Spezies, Alphaspiravirus yamagawaense mit dem Aeropyrum-coil-shaped-Virus (offiziell Aeropyrum coil-shaped virus, ACV), enthält. Auch beim National Center for Biotechnology Information (NCBI) sind bis dato keine weiteren Mitglieder der Familie als vorgeschlagen bekannt, die Familie ist daher in dieser Spezies monotypisch. Der Grund ist, dass ACV keine bekannte Verwandtschaft mit anderen Archaeen-infizierenden Viren hat. Es teilt lediglich seine spiralförmige Morphologie mit einigen anderen Archaeen-Viren. Dies deutet darauf hin, dass es sich hier möglicherweise um eine sehr alte Linie von Viren handelt, die nur Archaeen infizieren.
Der Name der Familie und Gattung leitet sich ab von lateinisch spira ‚Spule‘ in Anlehnung an die Form der Virionen (s. u.).

## Beschreibung

### Aufbau
Die Virionen (Virusteilchen) von ACV sind unbehüllt und haben die Form von Hohlzylindern mit einer Länge von (je nach Quelle) ca. 200 (230±10) nm und einem Durchmesser von ca. 28 (19±1) nm. Aus jedem Ende des zylindrischen Virions ragt ein Anhängsel (englisch appendage) mit einer Länge von ca. 20 (20±2) nm in einem Winkel von 45° zur Virionachse heraus.
Die zylindrische Form wird gebildet durch eine (wie eine Spiralfeder) aufgespulte Nukleoprotein-Faser. Dieses Nukleoprotein-Filament besteht aus zwei ineinander verschlungenen Hälften des (topologisch gesehen) zirkulären ssDNA-Strangs, der von Kapsidproteinen bedeckt ist.
Die Virionen sind flexibel und können sich zusammenziehen und versteifen, wenn sie dehydriert werden.
Die Virionen haben zwei Hauptproteine mit Molekularmassen von etwa 23 und 18,5 kDa (Kilodalton) sowie einige kleinere Nebenproteine mit Molekularmassen von 5–13 kDa.
Auf der gesamten Länge des Virions lassen sich etwa 40 Windungen der Spirale unterscheiden.
Die spulenartige Morphologie von ACV ist charakteristisch für bestimmte Archaeen-Viren, sie wird nicht bei bakteriellen oder eukaryotischen Viren gefunden.

### Genom
Das Genom von ACV besteht aus einem einzigen Segment (monopartit) einer zirkulär geschlossenen Einzelstrang-DNA positiver Polarität ((+)ssDNA) mit einer Länge von 24.893&nt (Nukleotiden).
Der GC-Gehalt des Genoms beträgt 46,7 %.
Nach den Analysen sollte das Genom 57 offene Leserahmen (englisch open reading frames, ORFs) haben, die größer als 40 Codons (Basentripletts) sind; diese machen 93,5 % des Genoms aus. D. h., es sollte für ca. 57 Proteine kodieren.
Alle bis auf einen ORF haben die gleiche Richtung (Direktionalität) wie der DNA-Strang, was darauf hindeutet, dass das Genom positive Polarität hat.
Die Anzahl der vorhergesagten Gene ist damit viel größer als bei anderen bekannten ssDNA-Viren.
Diese Gene kodieren unter anderem für eine mutmaßliche Trypsin-ähnliche Serin-Protease, eine Tyrosin-Rekombinase, zwei Thioredoxin-ähnliche Proteine, sowie für Proteine, die am Kohlenhydratstoffwechsel beteiligt sind und für DNA-bindende Proteine.

### Replikationszyklus
ACV kodiert weder identifizierbaren DNA- oder RNA-Polymerasen. Es kodiert auch kein Proteine, die mit bekannten Rep-Proteinen (Replikationsinitiationsproteinen, wie sie von den meisten bekannten ssDNA-Viren bei der Replikation verwendet werden) homolog sind.
Wahrscheinlich benutzt ACV stattdessen die Replisome der Wirtszelle, auch dies ist ein Umstand, der zur Einzigartigkeit dieser Spezies beiträgt, und letztlich zur Aufstellung einer eigenen Familie führte.
Die Replikation erfolgt vermutlich über eine dsDNA-Zwischenstufe und Rolling Circle
Nach der Replikation verlassen Virionen die Wirtszelle, ohne dass die Wirtszelle eine Lyse (Aufplatzen) oder auf sonstige Weise einen Zelltod erleidet.

## Systematik
Die Systematik nach ICTV (mit Stand Mai 2024) ist einfach:
Familie: Spiraviridae
- Gattung: Alphaspiravirus
  - Spezies: Alphaspiravirus yamagawaense (monotypisch) mit Aeropyrum coil-shaped virus (ACV)

Auch bei NCBI sind bis Mitte Juli 2024 keine weiteren Vorschläge zu dieser Familie bekannt.

## Evolution
Zwar hat ACV keine bekannte Beziehung zu anderen Viren.
Einige andere Archaeenviren haben jedoch ebenfalls spiralförmige Virionen ähnlich wie ACV, was darauf hindeuten könnte, dass diese Morphologie eine uralte Form ist, die unter den Viren, die Eukaryonten und andere Prokaryonten (d. h. Bakterien) infizieren, nicht vertreten ist.

## Forschungsgeschichte
ACV wurde erstmals 2010 aus einer Probe von Aeropyrum pernix isoliert, die aus der küstennahen Heißen Quelle Ibusuki-Onsen (auch Yamagawa Hot Spring, japanisch 山川温泉 oder Fushimi Onsen, ja. 伏目温泉 genannt) in  Ibusuki (Präfektur Kagoshima, Japan)
stammte. Die Wassertemperatur kann dort (unter Druck) bis zu 109 °Celsius erreichen.
Da A. pernix der einzige in der Kultur vorhandene Organismus war, konnte er als Wirt  von ACV bestätigt werden.
ACV konnte weder in anderen Stämmen von A. pernix oder in Aeropyrum camini repliziert werden.
Die Familie, die Gattung und die Art wurden 2013 vom International Committee on Taxonomy of Viruses (ICTV) offiziell bestätigt.